# 溝口氏
溝口氏（みぞぐちし）は、武家・華族だった日本の氏族。溝口秀勝が豊臣秀吉の下で越後国新発田6万石の大名に取り立てられ、江戸期にも新発田藩主家として続き、維新後華族の伯爵家に列する。

## 歴史

### 安土桃山時代
織田信長の時代、溝口秀勝は丹羽長秀に仕え天正9年、長秀より若狭国高浜城5000石を給された。信長の死後、豊臣秀吉に仕え、明智光秀や柴田勝家の遺臣たちを迎え入れて家臣団を構成していった（新発田藩の「家臣団の形成」参照）。
天正12年、長秀の遺領に堀秀政が封じられると、秀政の与力として加賀大聖寺4万4000石を領する。秀政と共に、九州征伐や小田原征伐など各地を転戦し、2代目の溝口宣勝は秀政の娘を妻とした。この妻はのちに長寿院と称され、堀家が除封されたのちは堀直清の次男と六男を招き入れている。
慶長3年（1598年）、溝口家は堀秀治とともに越後へ移封され、新たに新発田藩6万石を領する。

### 江戸時代
関ヶ原の戦いでは東軍に属し、戦後徳川家康から所領を安堵される。以降江戸時代を通じて新発田藩主家として続く。2代藩主溝口宣勝のときの1610年に弟溝口善勝に1万2000石を分知（沢海藩）したので5万石（2000石は新田）となる。3代藩主宣直の時の1628年にも弟宣秋に6000石、同宣俊に5000石、宣知に4500石を分与（いずれも新田）して旗本家となった。うち宣秋の家系は交代寄合横田溝口家として、宣俊の家系は旗本池之端溝口家として続いた。また新発田藩の家老家に溝口内匠、溝口伊織の家系があるが、これはもとは加藤姓、土橋姓であったが溝口姓を賜ったものである。
1860年に至って溝口藩は「高直し」により10万石となる。

### 明治以降
最後の藩主溝口直正は明治元年（1868年）の戊辰戦争において米沢藩と会津藩の圧力で、初め奥羽越列藩同盟に与したが、領民はそれを拒否して新政府を支持し、居之隊、正気隊、北辰隊などの農民隊を組織して官軍を支援した。その影響で藩としても最終的には官軍に転じた。そのため新発田藩や溝口家に処分はなかった。その後直正は1869年（明治2年）の版籍奉還で新発田藩知事に転じるとともに華族に列した。1871年（明治4年）の廃藩置県まで藩知事を務めた。
交代寄合横田溝口家の当主直景の方も朝廷に早期帰順して本領安堵され、幕臣から朝臣に転じ中大夫席に列した。中大夫以下の称が廃されると士族に編入された。
版籍奉還の際に定められた新発田溝口家の家禄は7092石。明治9年の金禄公債証書発行条例に基づき家禄の代わりに支給された金禄公債の額は、13万8151円27銭5厘（華族受給者中50位）。
明治前期の直正の住居は東京府麻布区麻布市兵衛町にあった。
1884年（明治17年）の華族令施行により華族が五爵制になると、直正は『叙爵内規』に基づき旧中藩知事として伯爵位を与えられた。『叙爵内規』の前の案である『華族令』案や『叙爵規則』案では元交代寄合を男爵に含んでおり、横田溝口家も男爵家の候補として挙げられていたが、最終的な『叙爵内規』では交代寄合は対象外となったため結局同家は士族のままだった。
直正の死後爵位を継いだ溝口直亮伯爵は陸軍軍人となり少将まで昇進し予備役入り後、貴族院の伯爵議員に当選し、陸軍政務次官などを務めた。
新発田市は溝口家の家紋である溝口菱を市章としてそのまま用いている。

## 系譜
太字は宗家当主、実線は実子、点線は養子。